# Associazione Sportiva Pescara 1957-1958
Questa voce raccoglie le informazioni riguardanti l'Associazione Sportiva Pescara nelle competizioni ufficiali della stagione 1957-1958.

## Stagione
Nella stagione 1957-1958 il Pescara partecipa al campionato di Prima Categoria, piazzandosi al terzo posto nel girone B e ottenendo la promozione al successivo campionato di Serie C.

## Rosa
| N. |                   | Ruolo | Calciatore           |
| -- | ----------------- | ----- | -------------------- |
|    | Italia (bandiera) | P     | Gino Di Censo        |
|    | Italia (bandiera) | P     | Landucci             |
|    | Italia (bandiera) | D     | Giancarlo Cialabrini |
|    | Italia (bandiera) | D     | Lucio Clede          |
|    | Italia (bandiera) | P     | Foscili              |
|    | Italia (bandiera) | D     | Nicola Monaco        |
|    | Italia (bandiera) | C     | Luigi Macripò        |
|    | Italia (bandiera) | C     | Aurelio Foscili      |
|    | Italia (bandiera) | D     | Alfio Lalli          |

| N. |                   | Ruolo | Calciatore        |
| -- | ----------------- | ----- | ----------------- |
|    | Italia (bandiera) | C     | Guasco            |
|    | Italia (bandiera) | C     | Pagliaro          |
|    | Italia (bandiera) | C     | Colombo           |
|    | Italia (bandiera) | A     | Bruno Ferrari     |
|    | Italia (bandiera) | A     | Salvatore Martire |
|    | Italia (bandiera) | C     | Silvio Paciello   |
|    | Italia (bandiera) | C     | Antonio Palestini |
|    | Italia (bandiera) | A     | Mario Tontodonati |